# فتحي رضوان
فتحي رضوان (14 مايو 1911 - 2 أكتوبر 1988)، هو سياسي وصحفي مصري، كان وزيرا للإرشاد القومي (الإعلام) في بدايات عهد ثورة 23 يوليو، كما كان عضوا مؤسسا في حزب مصر الفتاة مع أحمد حسين.أنشأ مجلس حقوق الإنسان المصري.

## مولده
ولد فتحي رضوان في مدينة المنيا بمحافظة المنيا بتاريخ 14 مايو 1911م، ليس من أصل صعيدي غير أن والده كان يعمل مهندساً للري في هذه المدينة، ثم انتقلت الأسرة بعد ذلك بعامين أو ثلاثة إلى القاهرة، واستقر بها المقام في حي السيدة زينب.
التحق بالمدرسة الأهلية ثم مدرسة محمد علي وحصل على الابتدائية عام 1924م، وحصل على الثانوية من إحدى مدارس أسيوط حيث كان والده يعمل هناك. تعرف منذ الصغر على أحمد حسين التي توطدت بينهما الصلة وصارا صديقين حتى انفصلا عن بعضهما البعض عام 1942م. بعد حصوله على الثانوية التحق بكلية الحقوق عام 1929م وتخرج عام 1933م ليعمل في مجال المحاماة.

## حياته السياسية
بعد تخرجه أنشأ مع صديقه حزب مصر الفتاة عام 1933م وظل رضوان به حتى عام 1937م حيث اختلف مع صديقه حول بعض الرؤى، وانضم للحزب الوطني إلا أنه لم يرق له أسلوبه في تعامله مع بعض القضايا، فأنشأ عام 1944م الحزب الوطني الجديد على مباديء مصطفى كامل، كما أصدر جريدة اللواء الجديد حيث صدر العدد الأول منها في 12 نوفمبر 1944م وظل الحزب قائماً حتى حُلّت الأحزاب عام 1953 م. وكان عضوا في المجلس الأعلى لهيئة التحرير.
تعرض فتحي رضوان للاعتقال كثيراً من قبل الإنجليز، لاعتراضه على بعض تصرفات الملك فاروق. كما اعترض على معاهدة 1936 م التي عقدها حزب الوفد مع الإنجليز، كما اعترض على المفاوضات التي كانت تجريها الحكومات مع المحتل وكان شعاره لا مفاوضات إلا بعد الجلاء، كما كان قريب الصلة بعزيز المصري. شارك العمل السياسي مع نور الدين طراف ومحمود مكي وأحمد مرزوق وزهير جرانه وغيرهم.
ترشح في الانتخابات النيابية مرتين قبل 1952، ولم ينجح فيهما، تمّ اعتقاله بعد حريق القاهرة في 26 يناير 1952م وظل في المعتقل حتى قيام ثورة 23 يوليو 1952م حيث أخرجته حكومة علي ماهر باشا – والتي اختارها الجيش- ليكون وزيراً بها وظل وزيراً للدولة ثم وزيرا للإرشاد القومي (الإعلام حالياً) حتى خرج من الوزارة عام 1958م إثر خلاف مع عبد الناصر حول بعض المفاهيم والسياسات، كما كان نائباً في مجلس الأمة عن دائرة مصر الجديدة. كان فتحي رضوان معارضاً لسياسات السادات حتى اعتقل في أحداث سبتمبر 1981، وبعد خروجه عمل على إيجاد لجنة لحقوق الإنسان المصري وعمل بها.

## مؤلفاته
كتب في المسرح والأدب والسيرة والسياسة ومن مؤلفاته:
- 72 شهرًا مع عبد الناصر
- أسرار حكومة يوليو
- الخليج العاشق
- حركة الوحدة في الوطن العربي
- خط العتبة
- دموع إبليس
- ديفاليرا
- طلعت حرب بحث في العظمة
- حام صغير
- محمد الثائر الأعظم
- الجلاد والمحكوم عليه بالإعدام
- مشهورون ومنسيون
- مع الإنسان في الحرب والسلام
- موسوليني
- نظرات في إصلاح الأداة الحكومية

وغيرها من المؤلفات والمقالات

## وفاته
توفي في 2 أكتوبر 1988م، وعمره سبعة وسبعين عاماً، ودفن بجوار مصطفى كامل ومحمد فريد.